# Bomarsund
Pour le personnage de roman, voir Général Bomarsund.
Le Bomarsund est une forteresse du XIXe siècle située sur les Îles Åland.

## Historique
Elle a été construite en 1832 par la Russie, à laquelle était alors rattaché le Grand-duché de Finlande. Ce sera la première fois que les fortifications casematées conçues par Montalembert seront mises à l'épreuve. Les remparts du site, bien qu'à une échelle beaucoup plus réduite que ceux d'Helsingfors, Kronstadt ou Sébastopol, étaient conçus pour résister à une attaque terrestre autant qu'à un bombardement à partir de navires, et respectaient rigoureusement les principes de l'ingénieur militaire français>.
Le Bomarsund a été détruite par une flotte franco-britannique vingt-deux ans plus tard, en 1854, pendant la Guerre de Crimée.

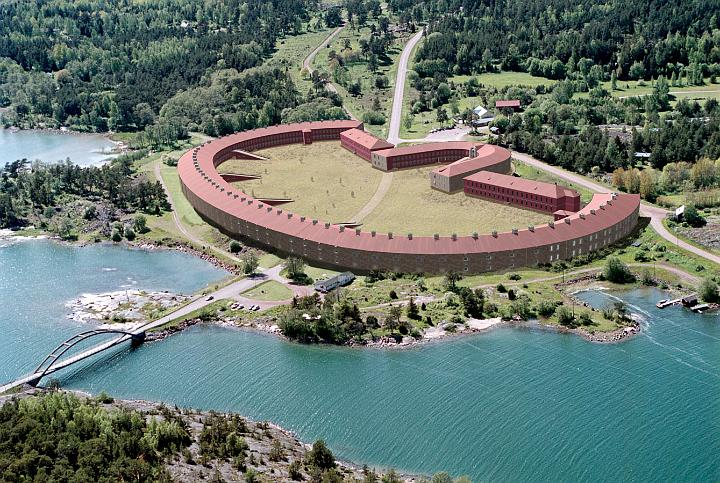
Modèle informatique de la forteresse de Bomarsund avant sa destruction.

## Bataille de Bomarsund

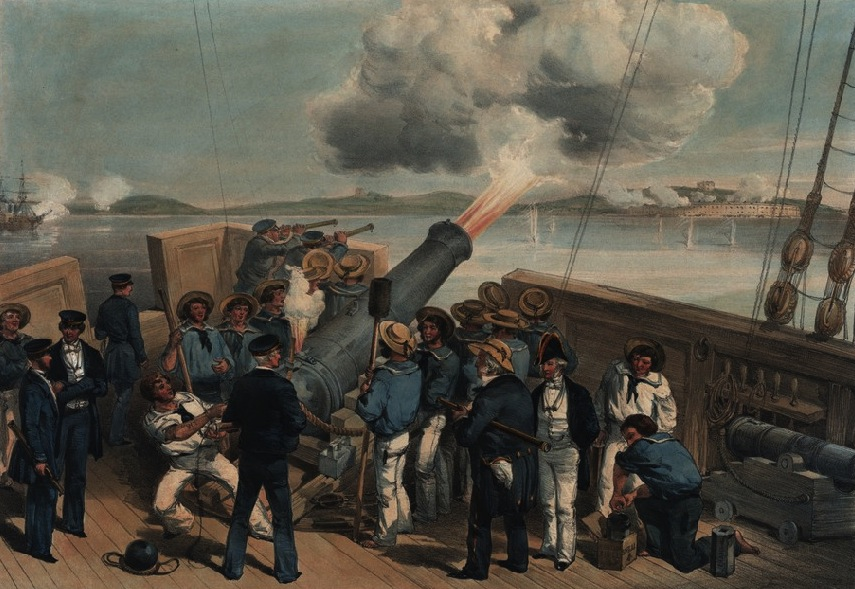
Dessin de 1854 représentant un bombardement de la forteresse par les Britanniques.

Une opération franco-britannique de diversion en Mer Baltique devant forcer l'ennemi à diviser ses forces, et faire peser une menace au siège même de son Empire, dont la capitale est alors Saint-Pétersbourg, est montée. Dans les derniers jours de juin, une partie de l'escadre alliée effectue une reconnaissance-démonstration devant Kronstadt, principal port de guerre russe. La flotte du Tsar, restant à l'abri des forts redoutables qui en défendent les accès, refuse le combat. Sur proposition des deux amiraux (Charles Napier et Parseval-Deschênes), les gouvernements français et anglais décident d'une opération contre la forteresse de Bomarsund, dans les îles d'Aland pendant la guerre d'Åland.
Après huit jours de siège et de bombardement, la forteresse tombe ; les 300 grenadiers finlandais qui la défendaient sont faits prisonniers et emmenés à Lewes, au Royaume-Uni. Ils seront ensuite libérés et rentreront au pays avec un chant contant la bataille et leur emprisonnement intitulé la guerre d'Åland (Oolannin sota en finnois).
La forteresse de Bomarsund est ensuite rasée complètement par les troupes françaises et les Îles seront complètement démilitarisées à la suite du traité de Paris.

## Bataille inscrite sur le drapeau
- L'inscription Bomarsund 1854 est inscrite, cousue en lettres d'or dans les plis des drapeaux du 1er, 2e et 21e Régiment d'Infanterie de Marine ainsi que sur le drapeau du 51e régiment d'infanterie.

## État actuel
Les ruines du château sont une destination touristique. La superficie du site est de 870 hectares. Quelques fragments de murs de granit subsistent du château principal et, il y a quatre tours de château en ruines. L'ancienne maison pilote abrite le musée Bomarsund, qui est ouvert pendant les mois d'été. Le deuxième musée de la localité, Telegrafen, expose une maquette de la forteresse.

## Galerie

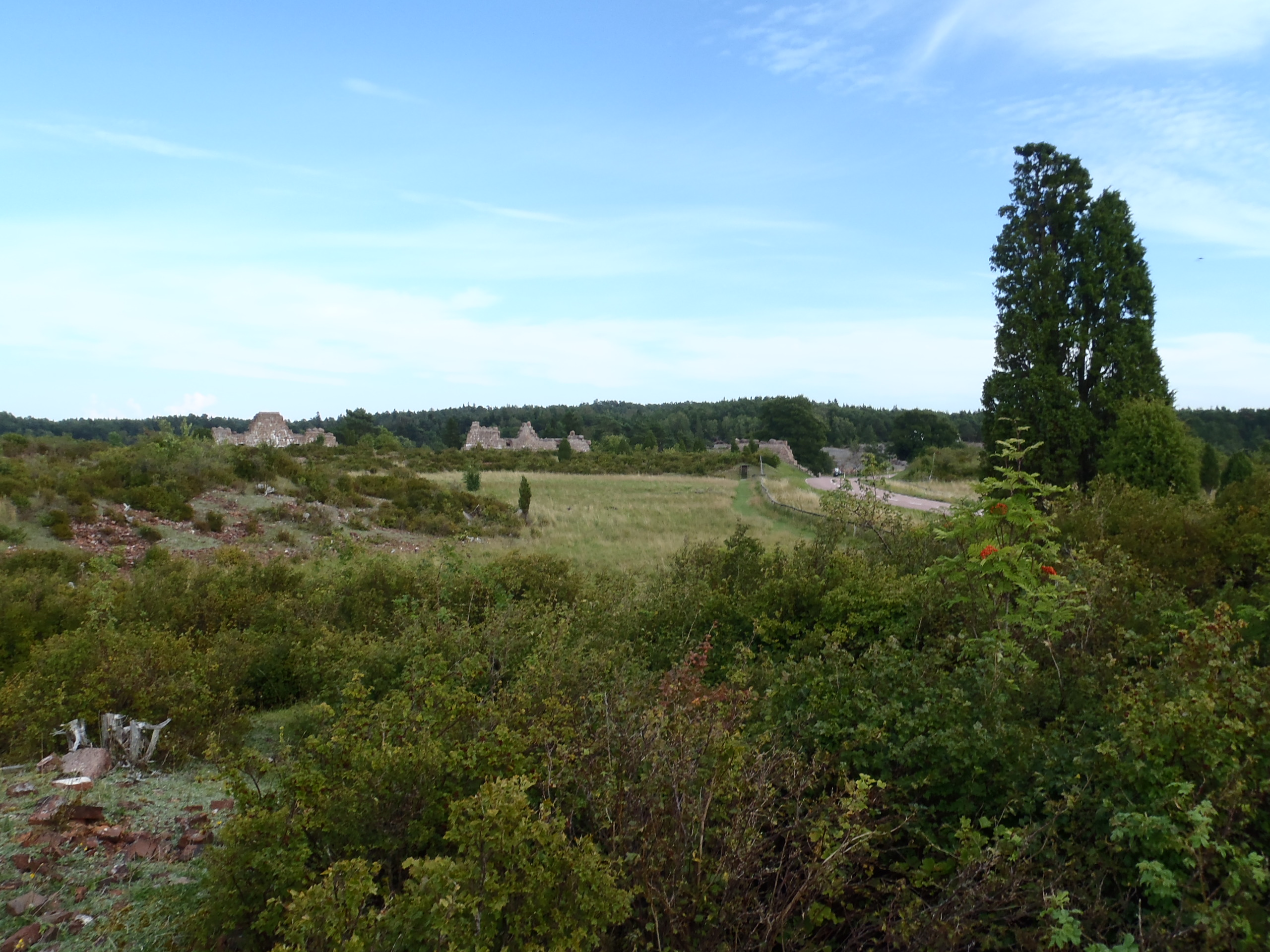
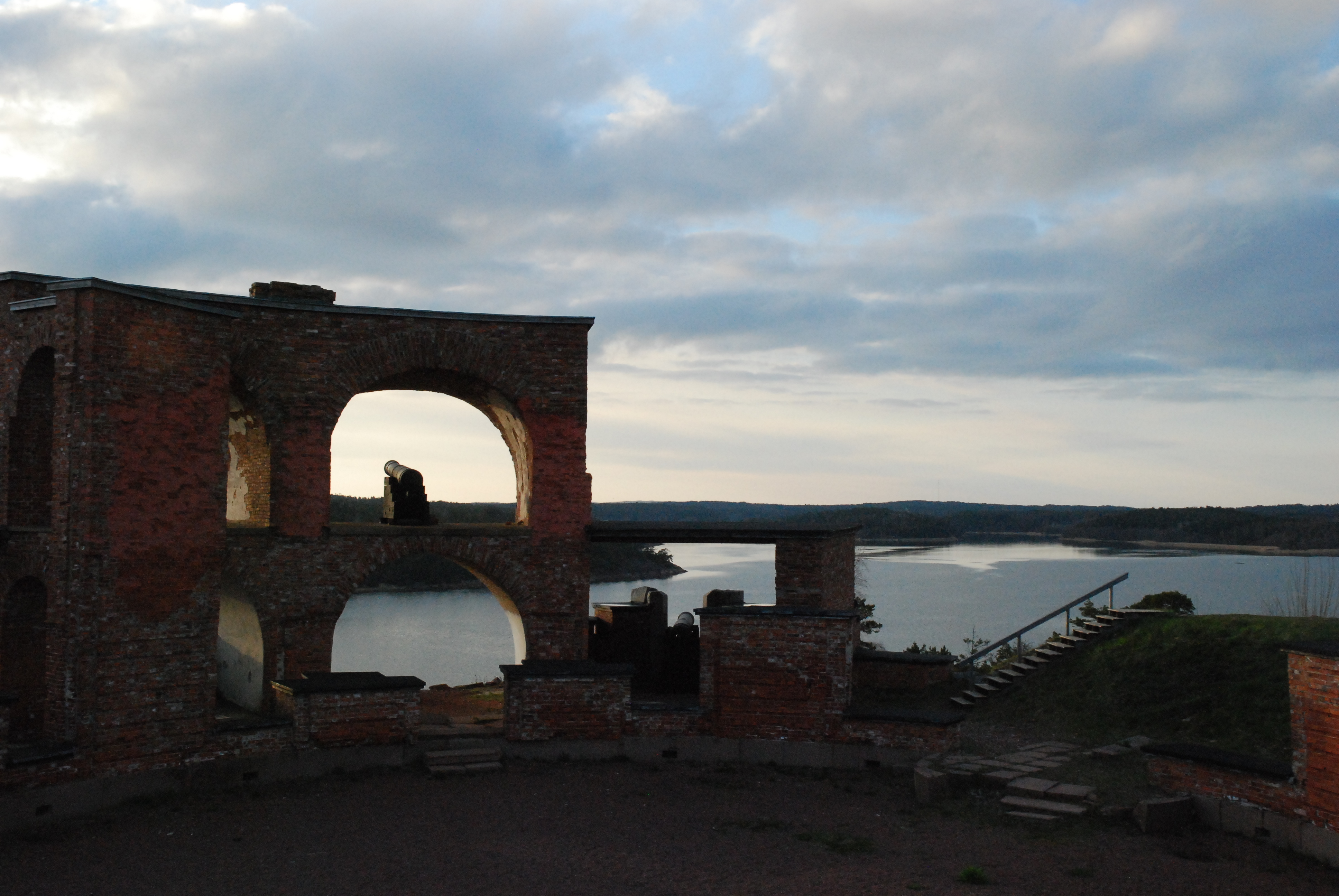
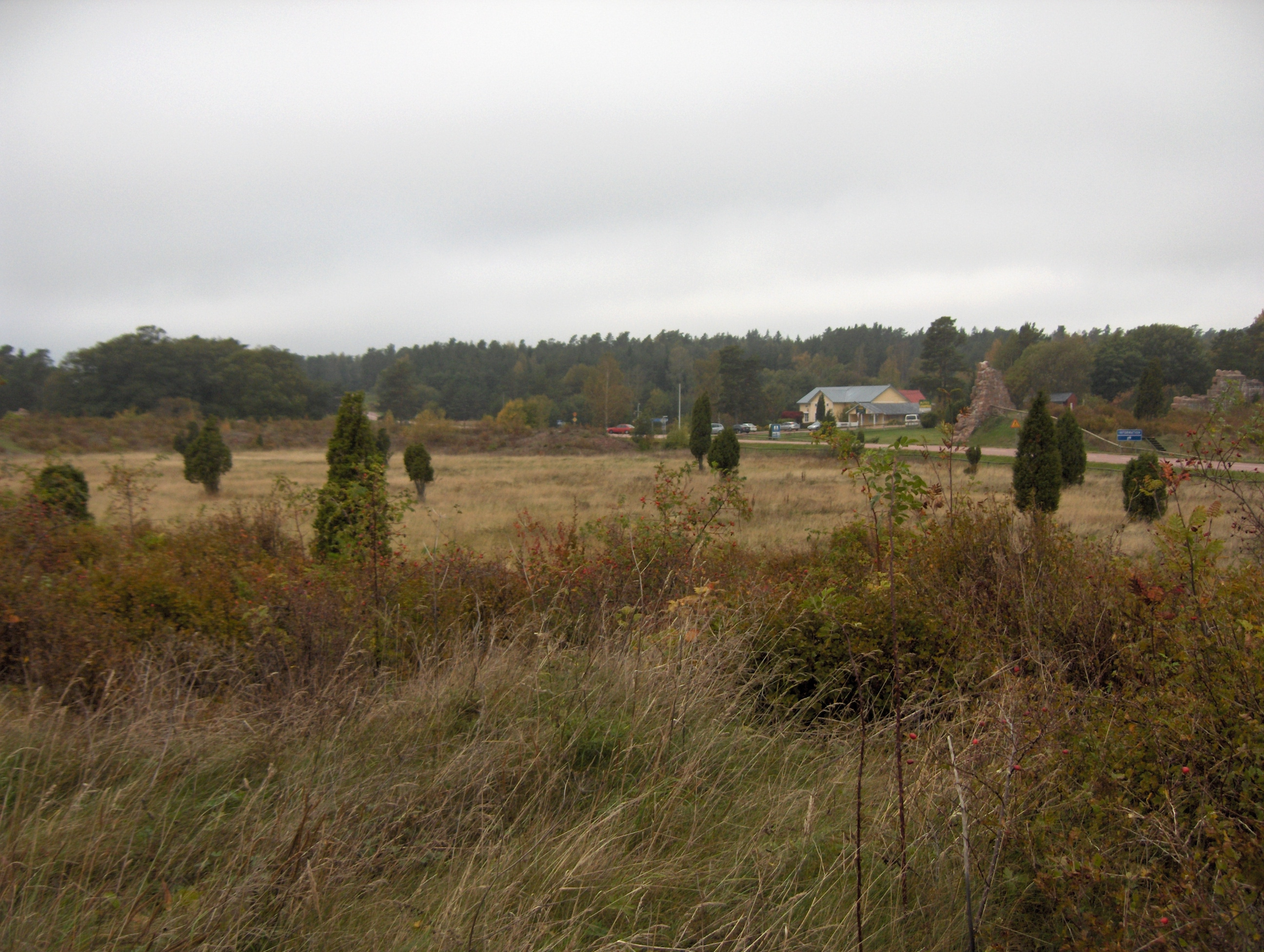
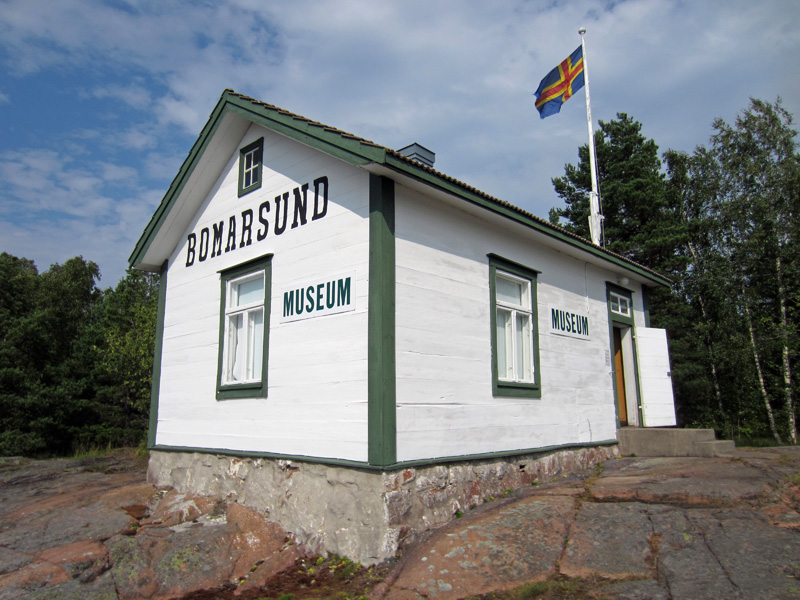

## Sources
1. ↑  (fi) « Bomarsund », sur muuka.com (consulté le 8 février 2022)
2. ↑  (fi) Paul Miles, « Åland Islands, Finland: an Enid Blyton holiday », The Telegraph,‎ 21 mai 2012 (lire en ligne, consulté le 8 février 2022)
3. ↑  (en) « Telegrafen », sur visitaland.com (consulté le 8 février 2022)

- (en) Cet article est partiellement ou en totalité issu de l’article de Wikipédia en anglais intitulé « Battle of Bomarsund » (voir la liste des auteurs).